# Aeroportul Internațional Blaise Diagne
Aeroportul Internațional Blaise Diagne (IATA: DSS, ICAO: GOBD) este un aeroport din Ndiass⁠(d), M'bour Department⁠(d), Regiunea Thiès, Senegal ce deservește zona Dakar. Aeroportul a fost tranzitat în 2021 de 1.957.877 de pasageri. A fost deschis în 7 decembrie 2017 și numit după Blaise Diagne⁠(d).
Situat la o altitudine de 89 m, aeroportul dispune de 1 pistă.

## Infrastructură

### Piste
Aeroportul dispune de o singură pistă. Pista 01/19 are suprafața de asfalt și dimensiunile 3.500 m × . 